# Енріке III (маніконго)
Енріке III (порт. Henrique III) або Мпанзу-а-Нсінді-а-Німі-а-Лукені (кон. Mpanzu a Nsindi a Nimi a Lukeni; пом. 1857) — п'ятдесят перший маніконго центральноафриканського королівства Конго.
Прийшов до влади, поваливши Андреа II 1842 року. Був коронований 1844.
Розпочав політику зближення з Португалією, яку завершив Педру VI, підписанням договору про васалітет, а королівство Конго фактично стало португальською колонією.